# De Boswachters
De Boswachters is een voormalige Nederlandse band uit Kampen. In 1997 richtte een vijftal muzikanten uit deze plaats de band op. De naam werd gekozen omdat men als boswachter van alles kan tegenkomen, net als wanneer men op het podium staat.
Begin 1998 kwam het (live)album 't Loerende Gevoar! (Live) uit. Van dit album verschenen twee singles: Jaldaldee (Maak oe eigen muziek) en Het bananenlied. Die laatste werd een groot succes nadat Patrick Kicken het nummer vaak had gedraaid in zijn 3FM-radioprogramma Kicken voor je kiezen. Het bananenlied werd daarna ook door andere dj's steeds vaker gedraaid en werd uiteindelijk zo'n grote hit dat het een gouden plaat opleverde. Het origineel stamt uit 1923 onder de titel Yes! We Have No Bananas en werd geschreven door Frank Silver en Irving Conn voor de Engelse zanger Harry Fay, die er in 1923 een groot succes mee had. Het nummer is daarna in allerlei verschillende uitvoeringen (waaronder deze van De Boswachters) uitgebracht.
In 2003 maakte de band nog enkele nummers voor de film De schippers van de Kameleon, waaronder Kameleon en de titelsong Wind in mijn haren. In 2005 werd de band opgeheven. Marco Hulsebos, Oscar Persijn en Robin Abma zijn verdergegaan in Scrum.
Een jongere generatie muzikanten maakte in 2024 onder de oude naam 'De Boswachters' een nieuwe versie van Het bananenlied uit 1999.

## Discografie

### Albums
| Album met eventuele hitnotering(en) in de Nederlandse Album Top 100 | Datum van verschijnen | Datum van binnenkomst | Hoogste positie | Aantal weken | Opmerkingen |
| ------------------------------------------------------------------- | --------------------- | --------------------- | --------------- | ------------ | ----------- |
| 't Loerende Gevoar! (Live)                                          | 1998                  | -                     | -               | -            | Livealbum   |
| Overstag                                                            | 2001                  | -                     | -               | -            |             |
| Brengt De Gezondheid Ernstige Schade Tour                           | 2003                  | -                     | -               | -            |             |

### Singles
| Single met eventuele hitnotering(en) in de Nederlandse Top 40 | Datum van verschijnen | Datum van binnenkomst | Hoogste positie | Aantal weken | Opmerkingen                 |
| ------------------------------------------------------------- | --------------------- | --------------------- | --------------- | ------------ | --------------------------- |
| Jaldalee (Maak Oe Eigen Muziek)                               | 1998                  | -                     | -               | -            |                             |
| Het Bananenlied                                               | 1999                  | 11-09-1999            | 9               | 20           | Nr. 5 in de Single Top 100  |
| In De Maneschijn                                              | 2000                  | -                     | -               | -            |                             |
| Stront An Du Knikkur                                          | 2000                  | -                     | -               | -            |                             |
| FC Stadion                                                    | 2001                  | -                     | -               | -            |                             |
| Jannes                                                        | 2001                  | -                     | -               | -            | Nr. 40 in de Single Top 100 |
| Rosalie, Ik Heb Geen Vlees Meer In De Vriezer                 | 2001                  | -                     | -               | -            |                             |
| Wind In Mijn Haren                                            | 2003                  | -                     | -               | -            | Nr. 59 in de Single Top 100 |